# Tomas Bertelman
Tomas Bertelman (ur. 10 marca 1945 w Lund) – szwedzki dyplomata, od 2008 ambasador w Rosji. 
Ukończył studia na Uniwersytecie w Lund, studiował także w Dartmouth College. Po ukończeniu studiów pracował w ministerstwie spraw zagranicznych. Pracował na różnych stanowiskach w służbie zagranicznej, między innymi w latach 1988-1989 był konsulem generalnym w Leningradzie. W 1995 roku został mianowany ambasadorem w Hiszpanii, a następnie ambasadorem na Łotwie. W latach 2005–2008 był ambasadorem Szwecji w Polsce. W 2008 roku został mianowany ambasadorem w Rosji. Listy uwierzytelniające złożył 16 stycznia 2009 roku. 
W 2005 otrzymał łotewski Order Trzech Gwiazd 3 klasy. W 2008 został odznaczony Krzyżem Komandorskim Orderu Zasługi Rzeczypospolitej Polskiej. 

## Publikacje zwarte
- Sverige och Spanien, Madrid, Sveriges ambassad, 1999, LIBRIS 9800755
- De sovjetiska rustningarnas drivkrafter, Stockholm, Försvarsdepartementet, 1982, LIBRIS 349266
- Politik och råvaror i internationellt perspektiv, Stockholm, Liber Förlag, 1977, LIBRIS 156931
- Framtidsstudien Resurser och råvaror, Stockholm, Liber Förlag, 1977, ISBN 91-38-03640-1